# Olympische Sommerspiele 2012/Teilnehmer (Nepal)
| Gelbes Symbol für Goldmedaillen mit stilisierten Olympischen Ringen | Graues Symbol für Silbermedaillen mit stilisierten Olympischen Ringen | Braundes Symbol für Bronzemedaillen mit stilisierten Olympischen Ringen |
| ------------------------------------------------------------------- | --------------------------------------------------------------------- | ----------------------------------------------------------------------- |
| —                                                                   | —                                                                     | —                                                                       |

Nepal nahm in London an den Olympischen Spielen 2012 teil. Es war die insgesamt zwölfte Teilnahme an Olympischen Sommerspielen. Vom Nepal Olympic Committee wurden fünf Athleten in drei Sportarten nominiert.
Fahnenträger bei der Eröffnungsfeier war der Schwimmer Prasiddha Jung Shah.

## Teilnehmer nach Sportarten

### Leichtathletik
Laufen und Gehen
| Athleten        | Wettbewerb | Vorlauf                            | Vorlauf                            | Halbfinale                         | Halbfinale                         | Finale                             | Finale                             | Rang |
| Athleten        | Wettbewerb | Zeit                               | Rang                               | Zeit                               | Rang                               | Zeit                               | Rang                               | Rang |
| --------------- | ---------- | ---------------------------------- | ---------------------------------- | ---------------------------------- | ---------------------------------- | ---------------------------------- | ---------------------------------- | ---- |
| Frauen          |            |                                    |                                    |                                    |                                    |                                    |                                    |      |
| Pramila Rijal   | 100 m      | in der Qualifikation ausgeschieden | in der Qualifikation ausgeschieden | in der Qualifikation ausgeschieden | in der Qualifikation ausgeschieden | in der Qualifikation ausgeschieden | in der Qualifikation ausgeschieden | –    |
| Männer          |            |                                    |                                    |                                    |                                    |                                    |                                    |      |
| Tilak Ram Tharu | 100 m      | in der Qualifikation ausgeschieden | in der Qualifikation ausgeschieden | in der Qualifikation ausgeschieden | in der Qualifikation ausgeschieden | in der Qualifikation ausgeschieden | in der Qualifikation ausgeschieden | –    |

### Schießen
| Athleten  | Wettbewerb      | Qualifikation | Qualifikation | Finale        | Finale        | Ringe | Rang |
| Athleten  | Wettbewerb      | Ringe         | Rang          | Ringe         | Rang          | Ringe | Rang |
| --------- | --------------- | ------------- | ------------- | ------------- | ------------- | ----- | ---- |
| Frauen    |                 |               |               |               |               |       |      |
| Sneh Rana | Luftgewehr 10 m | 383           | 54            | ausgeschieden | ausgeschieden | 383   | 54   |

### Schwimmen
| Athleten            | Wettbewerb     | Vorlauf     | Vorlauf | Halbfinale    | Halbfinale    | Finale        | Finale        | Rang |
| Athleten            | Wettbewerb     | Zeit        | Rang    | Zeit          | Rang          | Zeit          | Rang          | Rang |
| ------------------- | -------------- | ----------- | ------- | ------------- | ------------- | ------------- | ------------- | ---- |
| Frauen              |                |             |         |               |               |               |               |      |
| Shreya Dhital       | 100 m Freistil | 1:10,80 min | 2       | ausgeschieden | ausgeschieden | ausgeschieden | ausgeschieden | 47   |
| Männer              |                |             |         |               |               |               |               |      |
| Prasiddha Jung Shah | 50 m Freistil  | 26,93 s     | 7       | ausgeschieden | ausgeschieden | ausgeschieden | ausgeschieden | 47   |